# Val de Tardoire
Le site Natura 2000 Vallée de la Tardoire est une zone spéciale de conservation française située en Charente, dans la vallée de la Tardoire, affluent de la Bonnieure et donc sous-affluent rive gauche de la Charente.

## Géographie
Le site se situe en bordure du Massif central dans l'est du département de la Charente.
Les 3 149 hectares du site se situent à une altitude qui culmine à 213 mètres et descend en fond de vallée pour atteindre 108 mètres.
Le site est constitué de 40 % de prairies, semi-naturelles humides ou mésophiles, 35 % de forêts (5 % de résineux, 30 % de caducifoliées), 5 % de landes et broussailles, 5 % de vergers, vignes et autres plantations d'arbres, 4 % d'eau, 5 % d'autres terres arables, 1 % de rochers et éboulis, 5 % de diverses utilisation dont routes et urbanisation.

## Historique
Il a été validé le 27 mai 1999 pour 3 149 ha. La vallée a été intégrée comme site Natura 2000 car elle comporte des éléments géomorphologiques inhabituels : escarpements rocheux, rivière à courant rapide.
14,5 % du site appartiennent au Conseil Général de la Charente et 14,5 % du site à la communauté de communes Seuil Charente-Périgord, le reste se répartissant entre des propriétaires privés.
Le site de la Réserve naturelle régionale de la Vallée de la Renaudie, 120 hectares, propriété de la communauté de communes Seuil Charente-Périgord, situé dans le canton de Montbron, sur les communes de Montbron, Rouzède et Écuras a été dès 1998 la première Réserve Naturelle Volontaire de la Charente. Il a été intégré dans le Natura 2000 de la vallée de Tardoire.

## Habitats d’intérêt communautaire
Le site possède cinq habitats d'intérêt communautaire:
Les prairies maigres de fauche de basse altitude sur 2 % de sa surface où sont présentes Alopecurus pratensis, Sanguisorba officinalis noté B (site très important).
La rivière des étages planitiaire à montagnard avec végétation du Ranunculion fluitantis et du Callitricho-Batrachion est aussi noté B (site très important).
Les pentes rocheuses siliceuses avec végétation chasmophytique sont aussi B.
Les aulnaies-frênaies alluviales et les grottes non exploitées sont notées C (sites importants).

## Espèces d’intérêt communautaire

### Mammifères
Plusieurs chauves-souris présentes sont des espèces d'intérêt communautaire. le Petit Rhinolophe (Rhinolophus hipposideros), le Grand Rhinolophe Rhinolophus ferrumequinum, le Minioptère de Schreibers Miniopterus schreibersii et le Grand Murin (Myotis myotis) y sont résidents et pour le petit et le grand Rhinolophe sont renforcés par une population de migrateurs hivernants

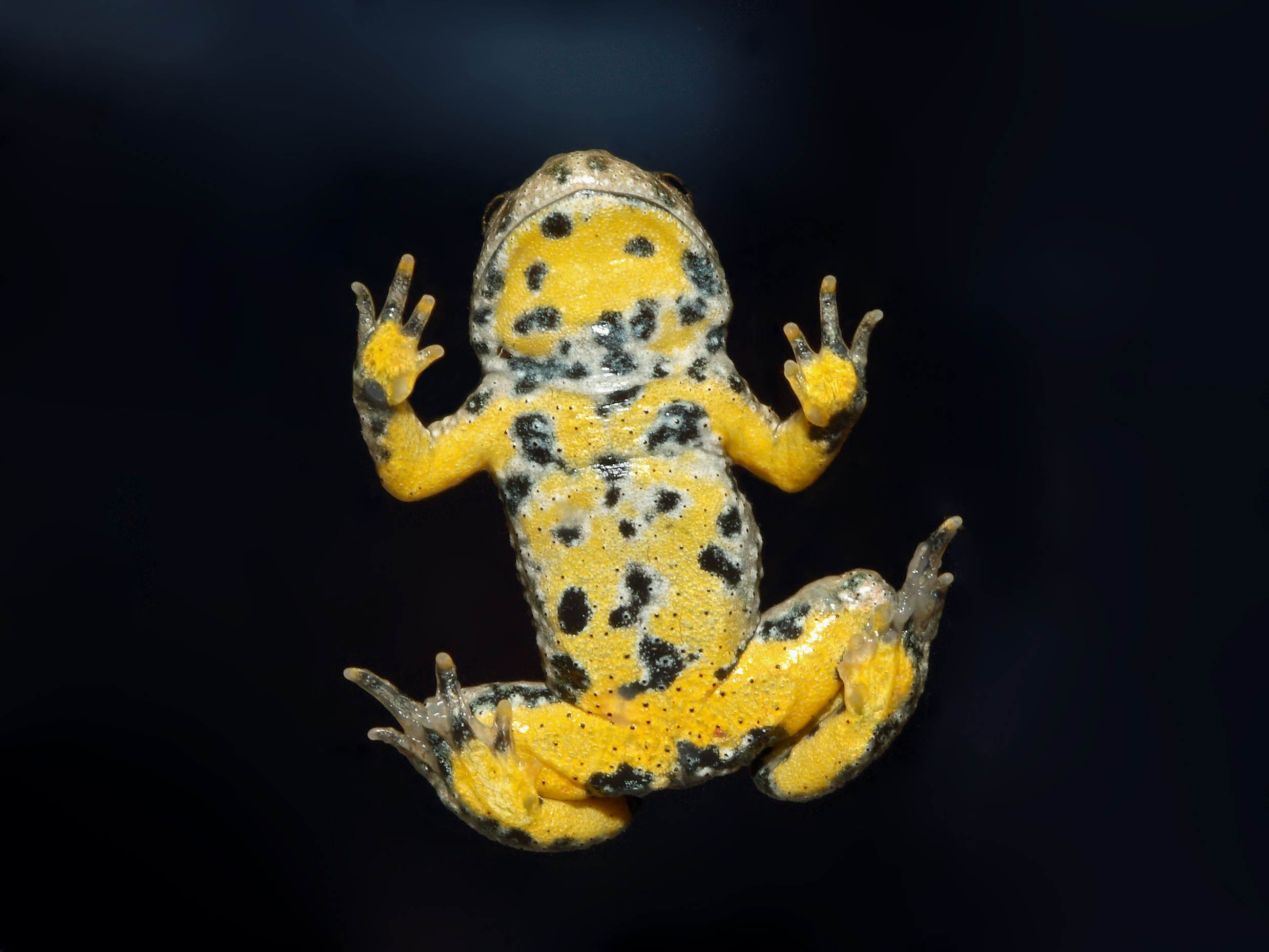
Crapaud sonneur à ventre jaune.

### Amphibiens
Le Sonneur à ventre jaune, Bombina variegata qui est présent est une espèce menacée qui figure sur la liste rouge mondiale de l'IUCN et comme VU (vulnérable sur la liste rouge des amphibiens de France métropolitaine de 2008.

### Poissons
La Lamproie de Planer (Lampetra planeri) et le Chabot (Cottus gobio) sont présents. Ils figurent dans la liste des espèces réglementées, en préoccupation mineure pour la Lamproie de Planer et avec données insuffisantes pour le Chabot.

### Insectes
Le Lucane Cerf-volant Lucanus cervus, le Grand Capricorne Cerambyx cerdo ont des populations bien présentes.
La cordulie à corps fin (Oxygastra curtisii) qui n'est présente qu'en étape migratoire, est une libellule listée VU (vulnérable) alors que l'Agrion de Mercure Coenagrion mercuriale est listée NT.
Le Cuivré des marais Lycaena dispar est un papillon qui a peut-être disparu.

## Espèces remarquables bien que n’étant pas d’intérêt communautaire

### Mammifères
La genette (Genetta genetta) qui est un mammifère carnivore nocturne.
Les chauves-souris sont bien présentes, la Pipistrelle (Pipistrellus pipistrellus), la Pipistrelle de Kuhl (Pipistrellus kuhlii), l'Oreillard roux (Plecotus auritus), le Murin à moustaches (Myotis mystacinus), le Murin de Natterer (Myotis nattereri), le Vespertilion de Daubenton (Myotis daubentonii ), la Sérotine commune (Eptesicus serotinus) et la Noctule commune (Nyctalus noctula).

### Oiseaux
Le Cingle plongeur, (Cinclus cinclus), oiseau des torrents y est présent.

### Reptiles
Couleuvre verte et jaune (Hierophis viridiflavus), le lézard des murailles (Podarcis muralis) et le lézard vert Lacerta bilineata sont présents.

### Amphibiens
Il a été noté la présence de la Rainette verte (Hyla arborea), de la Grenouille agile (Rana dalmatina), du Crapaud accoucheur (Alytes obstetricans), du crapaud calamite (Bufo calamita) et du Triton marbré (Triturus marmoratus).

### Insectes
Le  Morio Nymphalis antiopa est un papillon en très forte régression, espèce déterminante pour le Poitou-Charente, qui n'est présent que dans cette partie du département de la Charente et Calopteryx xanthostoma,une libellule.

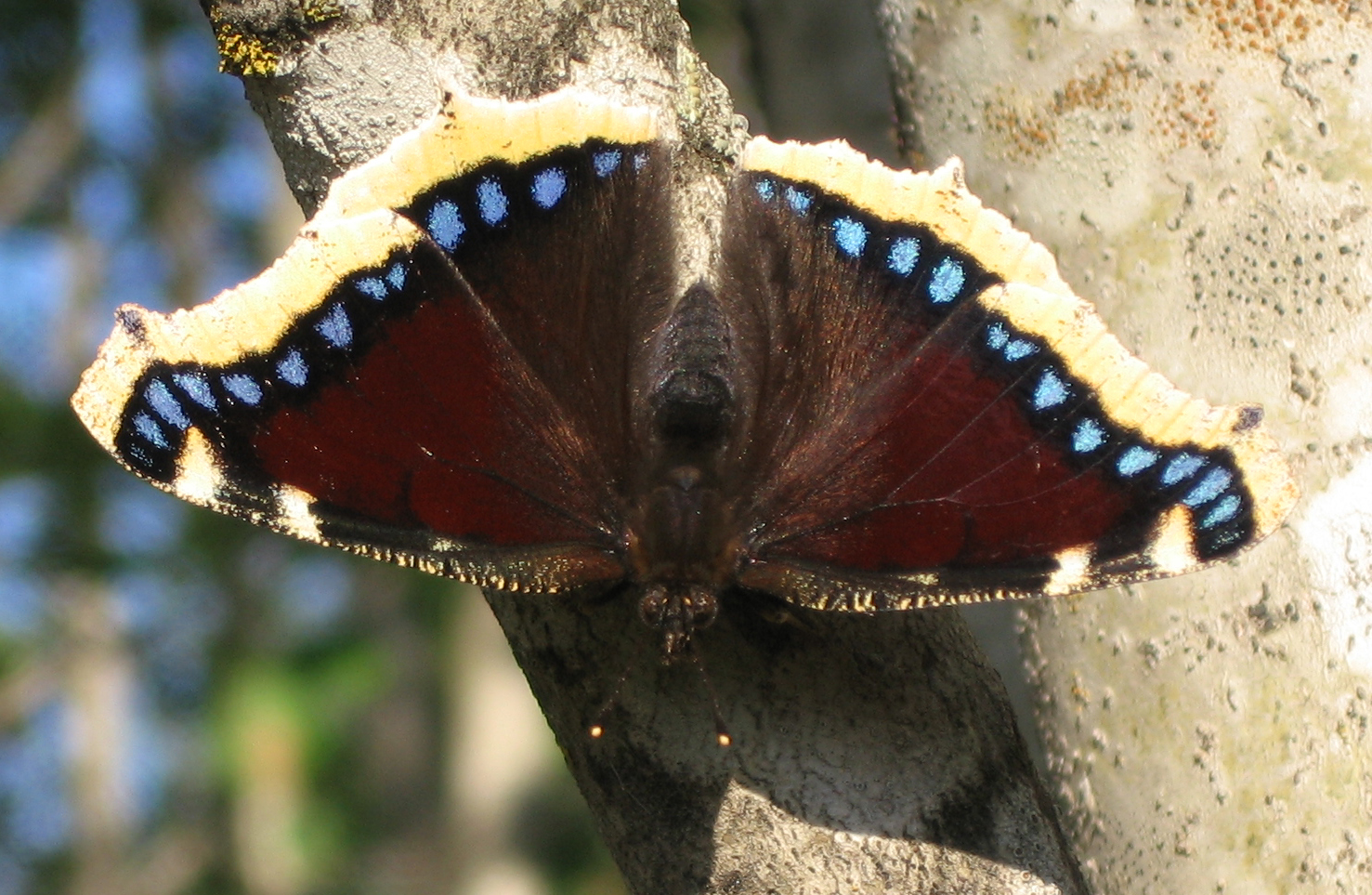
Morio.
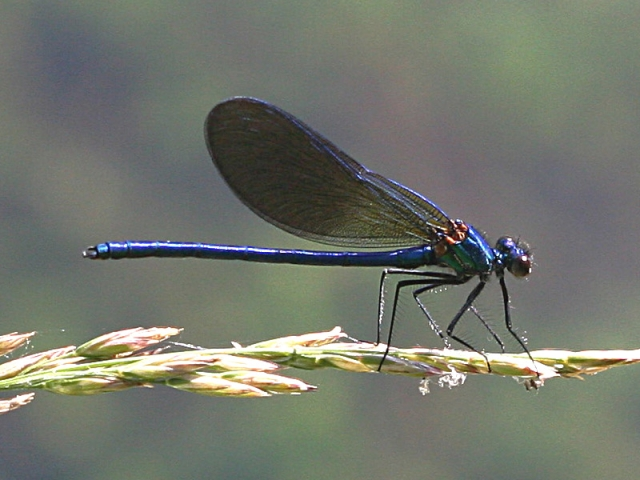
Calopteryx xanthostoma.

### Flore
Sont notés l'Herbe de Saint-Roch (Pulicaria vulgaris), le  Doronic à feuilles en cœur (Doronicum pardalianches), l'Asplénium lancéolé (Asplenium obovatum subsp. billotii) et le millepertuis à feuilles de saule (Hypericum linariifolium)

## Actions

### Suivi des populations deSonneur à ventre jaune
L'étude a montré l'existence de cinq stations.

### Chartes Natura 2000
La signature d’une charte Natura 2000 se fait parcelle par parcelle pour cinq ans et permet au propriétaire de contractualiser son adhésion à de bonnes pratiques de gestion en contrepartie d’une exonération de la part communale de la Taxe sur le Foncier Non-Bâti (TFNB) sur cette parcelle.
Les recommandations générales sont l’engagement de ne pas détruire les habitats et les espèces communautaires, de n’y réaliser aucun apport (remblais en particulier) et d’autoriser l’entrée aux animateurs du site. Mandataires et prestataires doivent être informés du contenu de la charte. Les traitements phytosanitaires sont proscrits sauf autorisation spéciale du comité technique. Les travaux doivent être effectués à des dates recommandées (fauchage après le 15 juin ou le 25 juillet par exemple).

### Parcours découverte
Trois parcours découverte, fléchés,avec panneaux d'interprétation partent du parking de la réserve de la Renaudie. Un livret est disponible à l'office du tourisme de Montbron.